# NGC 7728
NGC 7728 este o astronomical radio source⁠(d) situată în constelația Pegas. A fost descoperită în 16 februarie 1862 de către Heinrich Louis d'Arrest. Se află la o distanță de 115,35 megaparseci de Pământ.